# Стојко
Стојко је јужнословенско име, умањени облик од Стојан. Познати људи са овим именом су:
- Стојко Вранковић, хрватски кошаркаш
- Стојко Бончев, бугарски шахиста